# VietJet Air
VietJet Air is de private luchtvaartmaatschappij van Vietnam en is opgericht als staatsbedrijf in april 2007.

## Vloot
Eind 2015 bestelde VietJet Air 30 Airbus A321 toestellen. VietJet startte in 2011 met de luchtvaartdiensten en had op het moment van deze order een vloot van 29 A320, waarvan 3 A321. Met eerdere bestellingen komt de vloot uit op 99 toestellen van de A320 range als alle toestellen zijn geleverd.
In mei 2016 bestelde VietJet een order voor honderd Boeing 737 MAX 200 toestellen. De bestelling heeft een cataloguswaarde zo’n 11,3 miljard dollar, maar bij een dergelijke grote order wordt vaak een flinke korting gegeven. De toestellen komen tussen 2019 en 2023 bij de vloot en zal leiden tot een verdubbeling van de vloot.

## Bestemmingen
VietJet Air voert lijnvluchten uit naar (februari 2015):
Binnenland:
- Ho Chi Minhstad - Tan Son Nhat International Airport,
- Hanoi,
- Chu Lai
- Buon Ma Thuot
- Da Nang,
- Haiphong,
- Nha Trang,
- Da Lat,
- Dong Hoi,
- Hue,
- Phu Quoc,
- Pleiku
- Quy Nhon,
- Thanh Hóa
- Tuy Hòa
- Vinh.

Internationaal:
- Bangkok - Suvarnabhumi Airport
- Kuala Lumpur
- Seoul - Incheon Airport
- Singapore - Changi Airport
- Siem Reap - Angkor Airport
- Taipei - Taipei Taoyuan Airport
- Yangon
- Hongkong
- Den Pasar Bali - Ngurah Rai Airport

## Vloot
De vloot van VietJet Air bestaat op 1 juni 2017 uit:
| Vliegtuig       | Aantal |
| --------------- | ------ |
| Airbus A320-200 | 25     |
| Airbus A321-200 | 14     |
| Totaal          | 39     |